# Досо дел Лиро
Досо дел Лиро (итал. Dosso del Liro) је насеље у Италији у округу Комо, региону Ломбардија.
Према процени из 2011. у насељу је живело 275 становника. Насеље се налази на надморској висини од 649 м.

## Становништво
| 1936. | 1951. | 1961. | 1971. | 1981. | 1991. | 2001. | 2011. |
| ----- | ----- | ----- | ----- | ----- | ----- | ----- | ----- |
| 650   | 579   | 499   | 453   | 395   | 354   | 315   | 275   |